# Iphiaulax faustus
Iphiaulax faustus är en stekelart som först beskrevs av Cresson 1872.  Iphiaulax faustus ingår i släktet Iphiaulax och familjen bracksteklar. Inga underarter finns listade i Catalogue of Life.